# Ларсен-Бей (аэропорт)
Аэропорт Ларсен-Бей (англ. Larsen Bay Airport), (ИАТА: KLN, ИКАО: PALB, FAA LID: 2A3) — государственный гражданский аэропорт, расположенный в населённом пункте Ларсен-Бей (Аляска), США.
По данным статистики Федерального управления гражданской авиации США услугами аэропорта в 2007 году воспользовалось 2 944 человек, что на % (2 699 человек) больше по сравнению с предыдущим годом.

## Операционная деятельность
Аэропорт Ларсен-Бей находится на высоте 27 метров над уровнем моря и эксплуатирует одну взлётно-посадочную полосу:
- 4/22 размерами 820 x 23 метров с гравийным покрытием.

За период с 31 декабря 2007 года по 31 декабря 2008 года Аэропорт Ларсен-Бей обработал 3 730 операций взлётов и посадок самолётов (в среднем 10 операций ежедневно), из них 52 % пришлось на рейсы аэротакси и 48 % — на авиацию общего назначения.: